# Strategia Europeană pentru Egalitate de Gen
Ce presupune strategia?
Prezenta strategie a fost emisă de Comisia Europeană și vizează toate statele membre ale Uniunii Europene. Strategia se adresează în exclusivitate egalității de gen, punând un accent deosebit pe egalitatea economică din femei și bărbați. Această egalitate economică reprezintă o problemă pentru Uniune, ea fiind menționată și în Tratatul de la Lisabona din 2007. Actuala strategie se dorește a fi o continuatoare a strategiei 2010-2015, când s-a văzut o creștere majoră în privința participării femeilor în deciziile de natură economică. Comisia va continua să depună eforturi practice pentru promovarea egalității de gen pe 5 domenii:
1. egalitate economică pentru femei și bărbați
2. plată egală pentru muncă egală
3. egalitate în mecanismele de luare a deciziilor
4. continuarea campaniilor de promovare a egalității de gen
5. eliminarea violențelor împotriva femeilor

Este extrem de importantă promovarea drepturilor și egalitatea dintre femei și bărbați, așa cum se încearcă prin acest program. Chiar dacă diferențele de gen s-au diminuat în ultimii zeci de ani, acestea continuă să fie o problemă în toate statele uniunii Europene. Continuă să existe diferențe importante în privința ocupării forței de muncă, procesului decizional, diferențelor dintre salarii și pensii, ș.a.m.d. 
Prioritățile strategiei
Printre prioritățile strategiei se numără următoarele: 
- creșterea participării în rândul femeilor și egalitate economică
- reducerea diferențelor câștigurilor salariale și/ sau pensiilor
- promovarea femeilor în procesele de luare a deciziilor
- găsirea de noi soluții pentru combaterea violenței[3]

Creșterea participării în rândul femeilor și egalitate economică
Uniunea Europeană dorește să atingă în proporție de 75% ocuparea forței de muncă dintre femei și bărbați, până în anul 2020. Aici se urmărește, în primul rând, eliminarea diferențelor bazate pe criteriul genului. De asemenea, antreprenoriatul feminin și egalitatea de gen pe piața muncii reprezintă factori suplimentari în privința egalității din punct de vedere economic.
Reducerea diferențelor câștigurilor salariale și/sau pensiilor
Acest punct vine ca o reconfirmare a încercărilor repetate și reușite, într-o oarecare măsură, în privința diferențelor economice. Noutățile aduse de Comisia Europeană fac referire la reducerea inegalităților salariale, în special în sectorul economic, implicarea statelor din punct de vedre legislativ prin găsirea unor politici fezabile. În ceea ce privește pensiile, se poate spune că aici sunt abordate probleme ale discriminării multiple. Femeile care au ieșit la pensie prezintă un risc sporit în privința sărăciei, spre deosebire de bărbați.
Promovarea femeilor în procesele de luare a deciziilor
Promovarea egalității dintre femei și bărbați în funcție de conducere necesită o atenție sporită, în special în structurile instituțiilor cu o dezvoltare importantă la nivel global. Tot aici se încadrează și statele care au o politică slabă în privința reprezentării reprezentării femeilor. Comisia Europeană și-a propus să reducă media europeană în jurul procentului de 40%. 
Combaterea violenței
Combaterea violenței împotriva femeii și sprijinirea victimelor sunt catalogate ca prioritățile cele mai importante. Strategia prevede faptul că este necesară o implicare deosebită din partea statelor, în funcție de problemele fiecăruia. 
Sprijinul actorilor politici și a ONG-urilor
Documentul strategiei prevede în dese rânduri importanța relaționării strânse dintre state și entitățile Uniunii Europene, dar și ONG-uri. Documentele strategice naționale trebuiesc făcute în funcție de amplitudinea problemelor fiecăruia. Ulterior, ele fiind trimise către Serviciul European de Acțiune Externă pentru găsirea soluțiilor. În acest timp, Comitetul Consultativ pentru egalitate de șanse între femei și bărbați, compus din reprezentanți ai statelor și ONG-urilor, vor continua să furnizeze informații cu privire la inițiativele politice și legislative.
1. ↑  „Valorile fundamentale ale drepturilor omului”. Arhivat din original la 30 octombrie 2020. Accesat în 1 februarie 2018.
2. ↑  „Gender Equality-annual report” (PDF). Accesat în 1 februarie 2018.
3. ↑  „Strategic engagement for gender equality” (PDF). Accesat în 1 februarie 2018.
4. ↑  „Istanbul Convention” (PDF). Accesat în 1 februarie 2018.
5. ↑  Parlamentul European, Serviciul European de Acțiune Externă